# Shawn Parker
Shawn Parker (ur. 7 marca 1993 w Wiesbaden) – niemiecki piłkarz pochodzenia amerykańskiego grający na pozycji napastnika. Od 2014 roku zawodnik FC Augsburg.

## Życiorys
Jest wychowankiem 1. FSV Mainz 05. W czasach juniorskich trenował także w FC 1934 Bierstadt, FV Biebrich 02, SV Wehen Wiesbaden. W 2011 roku dołączył do rezerw Mainz. W latach 2012–2014 występował w pierwszym zespole tego klubu. W Bundeslidze zadebiutował 27 października 2012 w wygranym 3:0 meczu z TSG 1899 Hoffenheim. Do gry wszedł w 89. minucie, zastępując Ádáma Szalaia. Pierwszego gola w lidze zdobył 27 listopada 2012 w wygranym 3:1 spotkaniu z Eintrachtem Frankfurt. 1 lipca 2014 odszedł do bawarskiego FC Augsburg za 1,6 miliona euro. Od 23 sierpnia 2016 do 30 czerwca 2017 przebywał na wypożyczeniu w 1. FC Nürnberg.